# Wspólnota Gmin Serbskich
     Wspólnota Gmin Serbskich

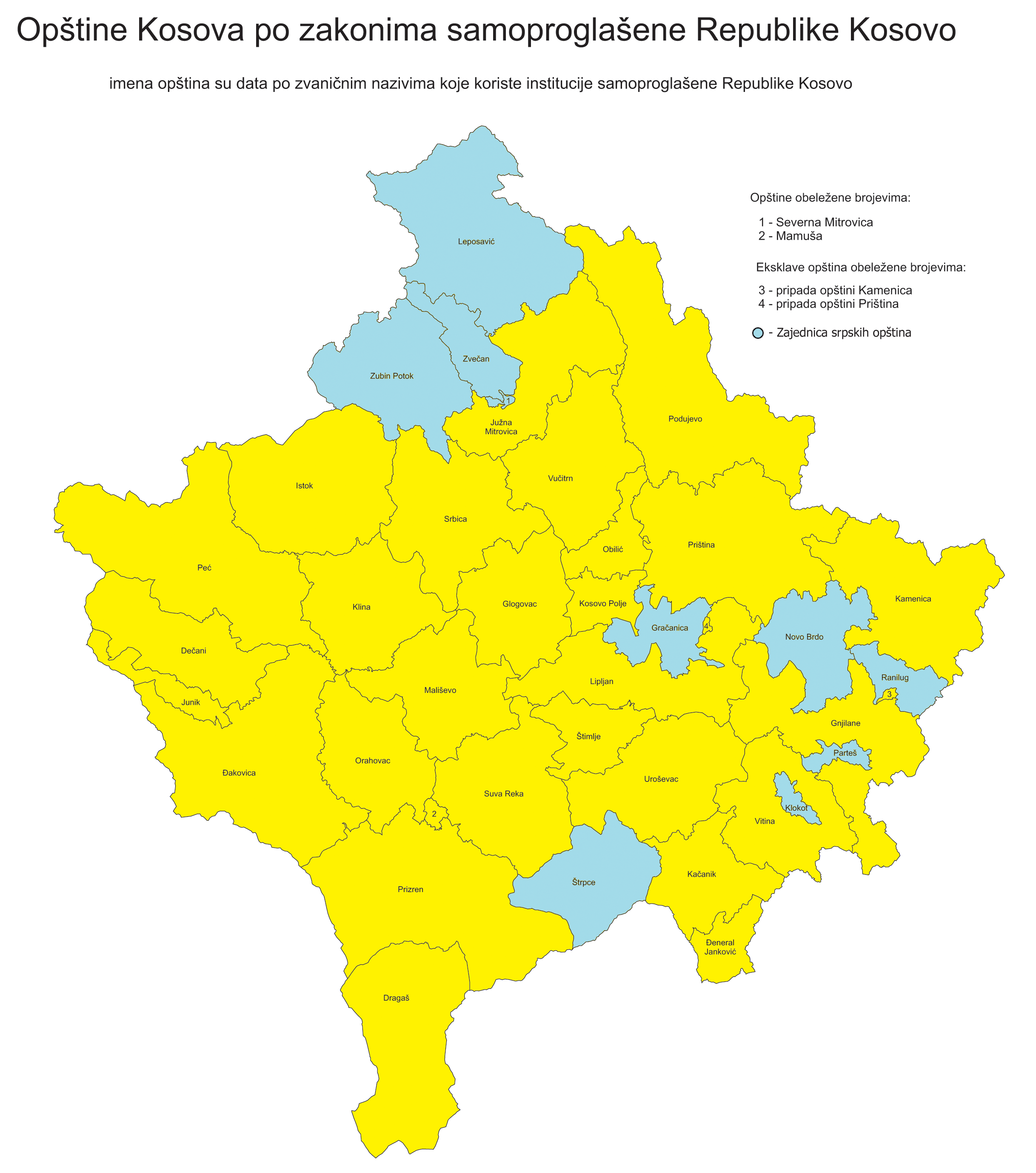
Podział administracyjny Kosowa
Wspólnota Gmin Serbskich

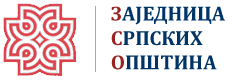
Proponowane logo Wspólnoty

Wspólnota Gmin Serbskich lub Związek Gmin Serbskich (srb. Заједница српских општина, Zajednica srpskih opština, alb. Asociacioni i Komunave Serbe) – postulowany związek tych gmin w Kosowie. Członkami związku miało być 10 gmin, w których większość mieszkańców stanowią Serbowie. Plany utworzenia wniosku nie weszły w życie.
Utworzenie Wspólnoty Gmin Serbskich było jednym z postanowień porozumienia brukselskiego z 2013 roku pomiędzy Serbią a Kosowem. Strona kosowska jednak nie wprowadziła go w życie. W 2019 roku prezydent Kosowa Hashim Thaçi ogłosił, że nie zamierza utworzyć takiego związku. Spotkało się to z krytyką prezydenta Serbii Aleksandara Vučicia, który wezwał Unię Europejską do interwencji. Porozumienie, a zarazem pomysł utworzenia związku, nie cieszyło się również poparciem samych mieszkających w Kosowie Serbów.

## Gminy
W skład proponowanej wspólnoty mają wchodzić następujące gminy Kosowa:
- W Północnym Kosowie:
  - Severna Kosovska Mitrovica
  - Leposavić
  - Zvečan
  - Zubin Potok
- Pozostałe:
  - Štrpce
  - Gračanica
  - Novo Brdo
  - Ranilug
  - Klokot
  - Parteš